# Fitzalan Pursuivant of Arms Extraordinary

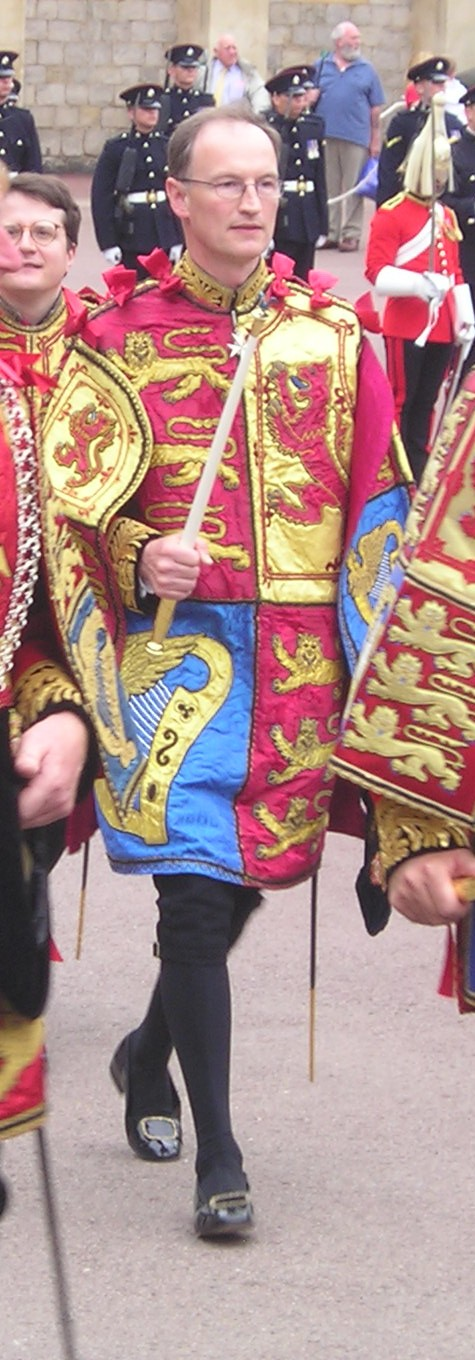
Alastair Bruce di Crionaich, attuale Fitzalan Pursuivant

Fitzalan Pursuivant of Arms Extraordinary è un incarico dell'araldica inglese.
Come persevante straordinario, Fitzalan è un incarico ufficiale, ma non è necessariamente da affidarsi ad un membro della corporazione del College of Arms di Londra. Dal momento che possono essere nominati altri valletti d'arme straordinari, il Fitzalan Pursuivant trae il suo titolo da una delle baronìe del Duca di Norfolk, conte maresciallo d'Inghilterra; la nomina venne per la prima volta realizzata all'incoronazione della Regina Vittoria nel 1837. Il simbolo dell'incarico venne per la prima volta creato nel 1958 e derivato dalle insegne di Fitzalan del XV secolo e blasonato come segue: un ramo di quercia fruttato al naturale.
Tra i Fitzalans più conosciuti citiamo Sir Albert Woods, poi re d'armi della Giarrettiera, Charles Wilfred Scott-Giles, noto scrittore di araldica. L'attuale Fitzalan Pursuivant of Arms Extraordinary è Alastair Andrew Bernard Reibey Bruce di Crionaich, cugino di secondo grado di Adam Bruce, Unicorn Pursuivant of Arms.